# Amomum glabrum
Amomum glabrum är en enhjärtbladig växtart som beskrevs av Shao Quan Tong. Amomum glabrum ingår i släktet Amomum och familjen Zingiberaceae. IUCN kategoriserar arten globalt som otillräckligt studerad. Inga underarter finns listade i Catalogue of Life.